# Ludwig Brügel
Ludwig Brügel (geboren 6. Februar 1866 in Großmeseritsch, Kaisertum Österreich; gestorben 30. August 1942 im Ghetto Theresienstadt) war ein österreichischer Journalist und Historiker der österreichischen Arbeiterbewegung.

## Leben
Ludwig Brügel stammte aus kleinen Verhältnissen. Er besuchte das Gymnasium in Brünn und schloss sich dort 1884 der österreichischen Sozialdemokratie an. Er begann ein Medizinstudium in Wien, das er abbrach. Er unterrichtete in Wien an verschiedenen Abendschulen, zu seinen Schülern zählten Franz Schuhmeier und Leopold Winarsky. Brügel wurde Parlamentskorrespondent des Neuen Wiener Tagblatts und arbeitete danach bei der Wiener Morgenzeitung.
Als nach Ende des Ersten Weltkriegs die Provisorische Nationalversammlung am 12. November 1918 die Republik proklamierte, wurde Brügel beim Beschuss des Parlaments verletzt und verlor ein Auge. Brügel wurde Ende 1918 von der ersten Regierung Renner zum Pressechef der Deutsch-Österreichischen Staatskanzlei ernannt, danach wurde er Pressechef im Bundeskanzleramt. Seine Tätigkeit endete 1920 mit dem Ausscheiden der Sozialdemokraten aus der Regierung. Er arbeitete danach wieder als Journalist.
Zwischen 1922 und 1925 publizierte Brügel eine fünfbändige „Geschichte der österreichischen Sozialdemokratie“.
Nach dem Anschluss Österreichs 1938 wurde Brügel als Sozialdemokrat für eine Zeit von den Nationalsozialisten inhaftiert. Am 13. August 1942 wurde er als Jude in das Ghetto Theresienstadt deportiert, wo er kurz darauf an den Haftbedingungen starb.
Sein Sohn Fritz Brügel entkam der Verfolgung durch die Nationalsozialisten mit einer Flucht nach England.

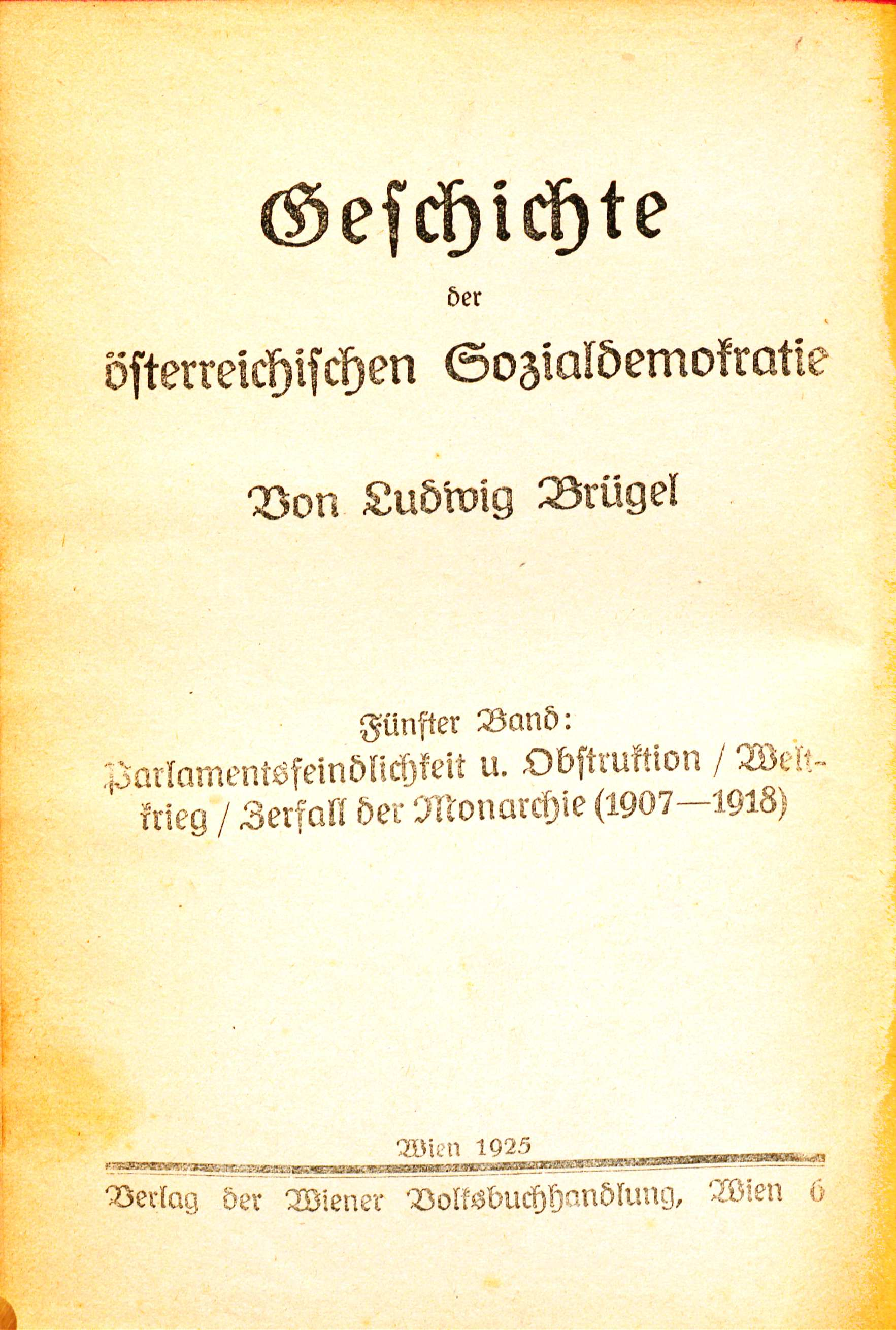
Geschichte der österreichischen Sozialdemokratie. Band 5 (1925)

## Schriften (Auswahl)
- Von Gestern und Heute : sociale Gedichte. Wien : Selbstverlag des Verfassers, 1894.
- Soziale Gesetzgebung in Österreich von 1848 bis 1918 : Eine geschichtl. Darstellung. Wien : Deuticke, 1919
- Geschichte der österreichischen Sozialdemokratie. 1. Vom Vormärz bis zum Wiener Hochverratsprozeß, Juli 1870. Wien : Wiener Volksbuchhandlung, 1922
- Geschichte der österreichischen Sozialdemokratie. 2. Der Kampf gegen die Internationale : Organisationsversuche (1870 - 1878). Wien : Wiener Volksbuchhandlung, 1922
- Geschichte der österreichischen Sozialdemokratie. 3. Parteihader, Propaganda der Tat, Einigung : (1878 bis 1889). Wien : Wiener Volksbuchhandlung, 1922
- Geschichte der österreichischen Sozialdemokratie. 4. Festigung der Organisation ; vom Privilegienparlament zum Volkshaus : (1889 bis 1907) . Wien : Wiener Volksbuchhandlung, 1923
- Geschichte der österreichischen Sozialdemokratie. 5. Parlamentsfeindlichkeit und Obstruktion ; Weltkrieg ; Zerfall der Monarchie : (1907 - 1918). Wien : Wiener Volksbuchhandlung, 1925
- Dokumente der Reaktion 1848. Wien : Verl. der Wiener Volksbuchh., 1922.